# Fuerza Conjunta para la Tregua
La Fuerza Conjunta para la Tregua cuyo nombre original era Joint Truce Force (JTF), fue una fuerza militar nominalmente tripartita, aunque en los hechos solo británica, conformada a los efectos de pacificar a Chipre alterada por la lucha intercomunal que se dio durante el invierno de 1963 / 4.
La Fuerza tuvo vigencia entre el 25 de diciembre de 1963 y 27 de marzo de 1964, cuando fue reemplazada por la Fuerza de las Naciones Unidas para el Mantenimiento de la Paz en Chipre.

## Violencia Intercomunal
En 1960, la Isla de Chipre logró su independencia de Gran Bretaña luego de una lucha abierta que se había iniciado en 1955. Su nueva estructura política fue consecuencia de los enfrentamientos entre los grecochipriotas y turcochipriotas que se habían producido en ese período por lo que las instituciones fueron repartidas entre las comunidades para evitar la supremacía de alguna de ellas (fundamentalmente de la primera que era mayoritaria).
El 30 de noviembre de 1963, el presidente chipriota Makarios (presidente, Arzobispo y líder grecochipriota) hizo público un intento inconsulto de modificar la Constitución de Chipre que alteraría el equilibrio político alcanzado con los acuerdos de la independencia. Las tensiones intercomunales pronto reaparecieron. En las primeras horas del 21 de diciembre, milicias grecochipriotas efectuaron un control de documentación a civiles turcochipriotas dentro de la ciudad amurallada de Nicosia. Como respuesta, en la madrugada se iniciaron intercambios de disparos resultando dos muertos turcochipriotas y ocho heridos de ambas comunidades. Esto derivó en un enfrentamiento abierto en Nicosia que se expandió a Larnaca. Omorfita, Famagusta y Kyrenia en los dos días siguientes.
Con motivo de lo sucedido el 21 de diciembre, al día siguiente, los empleados turcochipriotas abandonaron los puestos de trabajo en la gran mayoría de Chipre. Además se inició su concentración en enclaves a lo largo de toda la isla.
En la tarde del 24, el contingente militar turco (KTKA), estacionado en la isla en virtud del Tratado de Establecimiento (Nicosia, 16 de agosto de 1960), abandonó su campamento y tomó posiciones en las afueras del norte de Nicosia, en la zona donde se estaban produciendo disturbios.

## Origen de la Fuerza de Tareas Conjunta
Ante el estallido de los enfrentamientos entre las comunidades, el 24 de diciembre, los gobiernos de las potencias garantes de la independencia, Reino Unido, Grecia y Turquía, ofrecieron sus buenos oficios conjuntos al gobierno de Chipre. Los llamados a la calma por parte de los líderes comunales Fazıl Küçük (líder Turcochipriota) y Makarios fueron desoídos.  El 25, el Gobierno de Chipre denunció que aviones de guerra turcos habían sobrevolado la isla mientras que en los días siguientes hubo informes persistentes de concentraciones militares a lo largo de la costa meridional de Turquía y de movimientos navales turcos frente a esa costa.
El mismo 25, las potencias garantes informaron al gobierno de Chipre su ofrecimiento para conformar una fuerza conjunta de pacificación compuesta por tropas de los tres gobiernos que ya estaban estacionadas en Chipre en virtud de los Tratados de Alianza y Establecimiento.Dada la actitud militar y diplomática de Turquía, a las 06:35 horas del 26 de diciembre, el Gobierno de Chipre aceptó formalmente que "las fuerzas del Reino Unido, Grecia y Turquía, estacionadas en Chipre, se colocarían bajo el mando de un comandante británico".
Makarios condicionó su decisión a que el mando de la fuerza debía estar en manos de un oficial británico, en lugar de uno griego o turco. Esto fue aceptado por los tres garantes y se anunció que la fuerza estaría dirigida por el general Peter Young, el oficial británico al mando del distrito de Chipre. Su adjunto sería el capitán de grupo Campbell, comandante de la RAF Nicosia, que se haría responsable de la relación con los coroneles Tzouvelekis y Evsoz, los comandantes de los contingentes griego y turco en la Isla.

## Despliegue
En la mañana del 27 de diciembre, las primeras unidades británicas de la recientemente conformada Joint Truce Force / Fuerza Conjunta para la Tregua (JTF / FCT) abandonaron sus bases para ocupar sus posiciones en Nicosia. Hubo una amplia cobertura periodística. Al mismo tiempo, un equipo médico británico entró en el barrio turcochipriota de la capital para tratar a los varios cientos de personas que habían resultado heridas durante los seis días de combates anteriores.
El cuartel general se constituyó inicialmente en la base de la RAF en Nicosia (junto al aeropuerto internacional). Las únicas unidades disponibles en ese momento para actuar en Nicosia, el 1.º Glosters y el Regimiento de la RAF, fueron desplegadas inmediatamente en patrulla mientras el Batallón Green Jackets permanecían en Dhekelia para mantener la paz en Lárnaca.
Los refuerzos del Batallón Sherwood Foresters (reserva estratégica estacionada en Gran Bretaña) y de un escuadrón del 14/20th King’s Hussars (desde Bengasi - Libia) comenzaron a llegar a la base de la RAF en Akrotiri en la mañana del 27, poniéndose a patrullar inmediatamente. El 28 de diciembre se instaló un pequeño puesto comando táctico en la oficina de pasaportes junto a la Alta Comisión Británica. Los refuerzos permitieron que el número de tropas en Chipre se situaba en unas cinco unidades de nivel batallón, incluyendo tropas de ingenieros y apoyo de helicópteros. 
En la madrugada del 29 de diciembre de 1963, se ordenó al Batallón Green Jackets que se trasladaran a Nicosia desde Dhekelia / Larnaca (donde habían sido relevados por Batallón 1 Sherwood Foresters).
Como resultado del despliegue, la situación en la isla mejoró rápidamente. Todavía había informes de una serie de incidentes esporádicos de disparos y de que los irregulares griegos seguían fortificando posiciones que habían sido abandonadas anteriormente.

### Equipos de patrullas tripartitas
Se decidió que los oficiales turcos y griegos que estuvieran disponibles o fueran capaces de actuar como oficiales de enlace e intérpretes entre la Fuerza Conjunta para la Tregua, los combatientes y los civiles. Todas estas medidas condujeron finalmente a la integración parcial de las tropas griegas y turcas en la JTF, aunque, como se expresará más abajo, sólo a nivel de enlace.
En tal sentido, en diciembre el General Peter Young constituyó la Organización de Patrullas Tripartitas (TPO). Young consideró que debía haber un elemento mediador que funcionara en paralelo a las operaciones de mantenimiento de la paz. Éste agrupaba a una serie de patrullas a cargo de un oficial británico con oficiales griegos y turcos de los contingentes nacionales que ya estaban estacionados en Chipre (KTKA y ELDYK). Los contingentes no participaron activamente en la Fuerza Conjunta para la Tregua. El turco se desplegó a lo largo de la carretera de Kyrenia y el griego permaneció en sus campamentos.
Inicialmente, se establecieron dos unidades para ser empleadas dónde se las necesitara para cubrir las zonas de Nicosia, Famagusta, Lárnaca y Paphos. Su movilidad era en helicópteros o jeeps Landrovers. Cada unidad estaba formada por un oficial británico, uno griego y y otro turco, además de personal de apoyo (normalmente unos ocho soldados británicos de distintos regimientos).
Los oficiales de bandos opuestos del conflicto se vieron expuestos a mucha propaganda dura por lo que les costaba mantener su neutralidad.
La TPO, establecida por el general Young, finalizó sus funciones el 27 de marzo de 1964, fecha en que la ONU se hizo cargo del mantenimiento de la paz. Las patrullas de mediación continuaron bajo el control de Naciones Unidas en abril/mayo de 1964 pero sin los oficiales turcos y griegos 

Un editorial de marzo de 1964 en el periódico The Guardian ofreció una descripción clara del trabajo de la OTP:
"La agotadora y peligrosa labor de mediación, aldea por aldea, iniciada desde Navidad por el ejército británico tendrá que ser continuada por la fuerza internacional. Tal vez nunca sea posible calcular la cantidad de vidas que han salvado los intrépidos equipos de oficiales británicos, griegos y turcos que predican el sentido común y la razón a los aldeanos torturados por el miedo a sus vecinos. La tarea de apagar cuidadosamente cada chispa individual de odio es una tarea que debe continuar".

## Establecimiento de la Línea Verde (Green Line)
Debido a la gravedad de la situación, el Secretario de Estado británico para las Relaciones con la Commonwealth, Duncan Sandys, voló a Chipre el 28 de diciembre. Tras una serie de reuniones por separado con el presidente Makarios, el vicepresidente Küçük y con los embajadores griego y turco, Sandys anunció la formación de un comité de enlace político encargado de facilitar los acuerdos de alto el fuego y asegurar la cooperación futura entre la JTF, los contingentes militares griegos y turcos y los greco y turco chipriotas. Tras nuevas conversaciones, esta vez con los comandantes militares chipriotas, griegos y turcos, también logró obtener la aceptación oficial y operativa de la creación de una línea de alto el fuego (Green Line) oficialmente reconocida y custodiada por tropas británicas.
Así fue que el 29, el comité de enlace celebró su primera reunión en la residencia del Alto Comisionado Británico. Como resultado, el comité elaboró un plan de siete puntos: 
- Acuerdo para asegurad la libertad de movimiento de las patrullas británicas en ambos lados de Nicosia.
- El repliegue de los combatientes turcos y griegos de la línea al cese al fuego y reemplazo por los británicos.
- Acuerdo para el repliegue de los turcos muertos o heridos de Omorfita.
- Intercambio de refugiados y capturados de ambos lados.
- Restablecimiento del sistema telefónico entre Nicosia y Kyrenia.
- Restablecimiento del servicio postal en el barrio turco de Nicosia.
- Posibilidad de restablecer la operación de medios de comunicación social turcos y búsqueda de presentación de noticias más objetivas en ambos idiomas.

A las 17:00 horas del domingo 29 de diciembre, el Comité de Enlace Político se reunió nuevamente. En la misma, el general Young dibujó la línea al cese del fuego en la ciudad capital separando los barrios turco y grecochipriotas. El color usado, verde, se utilizaba habitualmente para marcar emplazamientos/fortificaciones y campos de minas y no a alguno de los bandos como amigo o enemigo. Luego de deliberaciones de toda la madrugada, en la mañana siguiente se difundieron copias a las tropas.

## Desarrollo de las Operaciones
A las 0700 horas del lunes 30 de diciembre, el general Young reunió a la plana mayor de la Fuerza de Tareas para la Tregua y distribuyó copias de la cartografía con la Green Line y del acuerdo de alto el fuego. Asimismo, explicó en qué consistía lo acordado, ordenó brindar asistencia médica en los barrios griegos y turcos, señaló la importancia de restablecer la confianza para que ambas partes puedan vivir sin miedo a ser atacadas a que se debía alertar al Presidente y al Ministro del Interior para que retiren a la policía de una serie de posiciones que las propiedades turcas ocupadas por griegos que deben ser entregadas. Esa misma mañana ordenó trasladar el Cuartel General de la Fuerza Conjunta (ubicado en el aeropuerto de Nicosia) y al Cuartel General Táctico (junto al Alto Comisionado Británico) al Hotel Cornaro, que se ejecutó en la misma mañana.
De esa manera, el alto al fuego acordado el 30 creó una zona neutral a lo largo de la Green Line entre las zonas ocupadas por las dos comunidades en Nicosia. Esa zona debía ser patrullada por la JTF , pero en la práctica la tarea fue llevada a cabo casi exclusivamente por su contingente británico. Se acordó además que se convocaría en Londres, en enero de 1964, una conferencia de representantes de los Gobiernos del Reino Unido, Grecia y Turquía y de las dos comunidades de Chipre. Estos acuerdos se comunicaron al Consejo de Seguridad en una carta de fecha 8 de enero del Representante Permanente del Reino Unido ante las Naciones Unidas.
El acuerdo se puso en práctica rápidamente y la JTF pudo supervisar el intercambio de un gran número de rehenes en Nicosia. El principal problema que tendrían los británicos fue que los dos co-garantes (Turquía y Grecia) tenían sus tropas fuera de sus campos que originalmente estaban al norte del Aeropuerto de Nicosia. El contingente turco (KTKA)s se había retirado de sus cuarteles el 25 y los soldados turcos habían estado ayudando a los turcochipriotas a fortificar sus posiciones y había luchado directamente con las fuerzas grecochipriotas en los alrededores de Ortaköy, al norte de Nicosia. El contingente griego había participado en enfrentamientos, pero, tras la notificación de la aprobación de Makarios para la intervención conjunta, había regresado a su campamento. El Gobierno griego no permitía que sus tropas participaran sin la correspondiente presencia turca. A pesar de las órdenes claras de aceptar la autoridad del general Young, el comandante del contingente turco, se negó rotundamente a actuar en cumplimiento de cualquier orden sin el permiso específico de Ankara. En estas circunstancias, era obvio que la nueva fuerza comenzaría sus funciones compuesta únicamente por tropas británicas.El 31 de diciembre, el gobierno británico informó al agregado militar en Ankara que el ELDYK no obedecería más las órdenes del general Young debido a la permanencia del KTKA fuera de sus barracas.
Fuera de Nicosia, la fuerza supervisó una reunión entre los líderes de las comunidades griega y turca en Lárnaca y Famagusta. En la primera, esto condujo a una vuelta a la normalidad tras unas cuantas escaramuzas que habían perturbado las buenas relaciones comunitarias en la ciudad. En Kyrenia, la intervención directa de una patrulla de la RAF evitó un grave enfrentamiento entre chipriotas griegos y turcos.
A pesar de su éxito, o debido a él, la Fuerza de la Tregua fue pronto criticada por ciertos elementos de la comunidad grecochipriota por adoptar un papel demasiado neutral y no proteger a los turcochipriotas que habían permanecido leales al Gobierno. El general Young observó que la ampliación del área de operaciones de la Fuerza estaba generando una mayor libertad de movimiento y que ahora se estaban distribuyendo alimentos y suministros médicos a las zonas necesitadas. Para satisfacer estas demandas de alimentos, los grecochipriotas llegaron al extremo de permitir que varios buques de guerra turcos atracaran en Famagusta, donde, bajo los auspicios de la Fuerza de Tregua y la policía grecochipriota, trajeron varios grandes envíos de ayuda para los turcochipriotas.

El diario del mayor general Young del 1 de enero de 1964 registra:
"La ley y el orden en todo el país se quebraron rápidamente y los pueblos se atacaban entre sí y las comunidades se atacaban entre sí dentro de cada pueblo. La toma de rehenes por ambos bandos se convirtió en la principal amenaza a las esperanzas de paz."
El 7 de enero de 1964 se acordó que sólo la policía chipriota buscaría y detendría a los sospechosos utilizando "supervisión militar para asegurar la imparcialidad y la justicia". Estos principios también se aplicarían a las relaciones con "la policía turca uniformada debidamente constituida".
El 13 de febrero de 1964 hubo un feroz enfrentamiento intercomunal en Limasol que amenazó todo el acuerdo de alto el fuego. Después de casi doce horas de intensos combates y enérgicas negociaciones, se acordó un alto el fuego y se firmó esa tarde. Turquía se alarmó por las bajas en Limasol y anunció (una vez más) que los barcos turcos zarpaban hacia Chipre. La diplomacia estadounidense persuadió a los turcos.
El 17, la situación empeoró. En el oeste de la isla, se reanudaron los combates en torno a la aldea de Polis, donde quinientos turcochipriotas estaban sitiados en una escuela después de que el contingente de la Fuerza Conjunta para la Tregua que se encontraba en la aldea se hubiera retirado para ayudar a calmar los combates en Limasol unos días antes. Afortunadamente, las tropas que regresaron pudieron acordar un alto el fuego de tres días. En ese momento, se calculaba que el número combinado de combatientes en ambas comunidades era de decenas de miles, y que la comunidad grecochipriota recibía constantemente armas del extranjero. Esto condujo rápidamente a más combates, ya que los grecochipriotas, que habían recuperado fuerzas, intentaron romper el punto muerto en varias zonas de la isla. Huelga decir que esto puso a la Fuerza de la Tregua bajo una presión aún mayor y Londres ordenó un refuerzo adicional.
Por tanto, otros ciento cuarenta oficiales de la 3.ª División de Infantería abandonaron la base de la RAF Lyneham, en Wiltshire, rumbo a Chipre, y en Gran Bretaña se notificó con siete días de antelación el despliegue de un cuartel general de brigada y de otro batallón de infantería, al igual que la 6.ª Brigada de Infantería del Ejército Británico del Rin (BAOR).

## Conferencia de Londres.
La Conferencia de Londres se inauguró oficialmente en Marlborough House el 15 de enero de 1964. Como se esperaba, había seis partes presentes: las tres Potencias garantes (el Reino Unido, Grecia, Turquía), la República de Chipre y las dos comunidades chipriotas. Esta vez, las diferencias comunales salieron a la luz con mayor fuerza. Los grecochipriotas se mantuvieron firmes en su deseo de ver un estado unitario. Los turcochipriotas dejaron claro su deseo de ver una separación física de los grecochipriotas y los turcochipriotas. Los británicos, por su parte, sugirieron, una vez más, la formación de una fuerza de mantenimiento de la paz y presentaron un modelo administrativo que era un punto intermedio entre la integración total, como sugerían los grecochipriotas, y la separación completa, como exigían los turcochipriotas. El 22 de enero, los grecochipriotas rechazaron estas últimas propuestas. A partir de ese momento, la conferencia de Londres sólo existió de nombre.
Con el fracaso de la Conferencia de Londres, la tarea de la JTF se volvió aún más difícil. Un nuevo aumento de la tensión tras el fracaso de las conversaciones significó más demandas de personal para una acción de este tipo superaban las capacidades de Londres, que tenía compromisos militares en varios otros lugares del mundo. Por lo tanto, la atención se centró en otros organismos que podrían intervenir y llevar a cabo tareas de mantenimiento de la paz. El Reino Unido trató de que cualquier fuerza de este tipo se creara de tal manera que evitara el riesgo de un desafío a cualquiera de sus intereses estratégicos en general y a las Áreas de Base Soberanas en particular.

## Relevo del Comandante de la Fuerza y Refuerzos
La incapacidad de la Fuerza de la Tregua para mantener la paz en Limasol era una indicación clara del grado en que se había convertido en víctima de continuos ataques de la prensa. Incluso antes de Limasol, la Fuerza había tenido que adoptar un enfoque más duro hacia el mantenimiento de la paz frente a la creciente hostilidad grecochipriota. Por ejemplo, sólo tres días antes, en lo que equivalía a uno de los incidentes más graves relacionados con la Fuerza de la Tregua, un soldado británico se había visto obligado a disparar una serie de tiros de advertencia sobre las cabezas de los manifestantes. Este fue el primer incidente de este tipo desde que las tropas habían sido desplegadas por primera vez en diciembre. 
Londres decidió, en cambio, devolver al general Young a sus funciones en la base y nombró al general Michael Carver en su lugar. El 19 de febrero, el general Peter Young entregó el mando 
A diferencia del general Young, que en general era del agrado de los grecochipriotas, Carver inmediatamente despertó sospechas. En el centro de las preocupaciones grecochipriotas estaba el hecho de que llegó con el cuartel general divisional de la 3.ª División de Infantería, el principal cuartel general de operaciones del ejército de la Reserva Estratégica del Reino Unido. Carver reestructuró la Fuerza y creó dos cuarteles generales intermedios entre el cuartel general divisional y las tropas en el campo que llevaban a cabo operaciones. Chipre quedó entonces dividido en dos zonas: el cuartel general táctico oriental y el occidental.
Aunque se había producido una reducción de las tensiones en la isla, las deliberaciones que se estaban llevando a cabo en las Naciones Unidas hicieron poco por aliviar la situación política general en Chipre o los problemas a los que se enfrentaba Gran Bretaña en su intento de mantener la paz continuó la expansión de la JTF para satisfacer las necesidades cada vez más difícil significó que otros mil quinientos hombres estaban ahora en camino a Chipre. Una vez que llegaran, habría un total de seis mil soldados británicos sirviendo en la Fuerza y otros 3/4000 en las Bases Soberanas. Al mismo tiempo, crecía la preocupación por la creciente hostilidad que enfrentaba la Fuerza de Tregua desde todos los lados. Como informó un periódico británico en ese momento, los medios grecochipriotas estaban alentando a muchos a creer que Gran Bretaña estaba tratando de recolonizar la isla y que al hacerlo favorecía a los turcochipriotas. Sin embargo, los turcochipriotas estaban cada vez más desilusionados con la Fuerza de Tregua, que sentían que los estaba tratando mal.7

## Creación de UNFICYP y relevo de la Joint Truce Force
El 4 de marzo, el Consejo de Seguridad aprobó por unanimidad la resolución 186 (1964), en la que se señalaba que la situación en Chipre podía poner en peligro la paz y la seguridad internacionales y se recomendaba la creación de una Fuerza de las Naciones Unidas para el Mantenimiento de la Paz en Chipre (UNFICYP), con el consentimiento del Gobierno de Chipre. Su composición y tamaño serían establecidos por el Secretario General, en consulta con los gobiernos de Chipre, Grecia, Turquía y el Reino Unido. El Ministro de Asuntos Exteriores de Chipre informó rápidamente al Secretario General de que su Gobierno consentía el establecimiento de la fuerza.
El 6 de marzo de 1964, el Secretario General nombró al general Prem Singh Gyani del ejército indio fue nombrado comandante de la fuerza de la ONU y al general Carver como su adjunto.
Mientras tanto, a medida que la situación en Chipre se deterioraba más. El Gobierno de Turquía envió mensajes al Presidente Makarios el 12 de marzo y al Secretario General el 13 de marzo, en los que afirmaba que, a menos que cesaran los ataques contra los turcochipriotas, Turquía actuaría unilateralmente en virtud del Tratado de Garantía para enviar una fuerza turca a Chipre hasta que la fuerza de las Naciones Unidas, que debería incluir unidades turcas, cumpliera eficazmente sus funciones. El Secretario General respondió inmediatamente que se estaban tomando medidas para establecer la fuerza de las Naciones Unidas y que estaban dando resultados y pidió a Turquía que se abstuviera de adoptar medidas que pudieran empeorar la situación.
Cuando llegaron las tropas del contingente canadiense el 13 de marzo, el Secretario General informó de que la fuerza ya estaba en marcha.
UNFICYP comenzó a funcionar formalmente el 27 de marzo de 1964 con un mandato de tres meses. Éste se definió originalmente como "... en interés de preservar la paz y la seguridad internacionales, hacer todo lo posible para evitar la repetición de los combates y, cuando sea necesario, contribuir al mantenimiento y restablecimiento de la ley y el orden y al retorno a las condiciones normales".
Hasta que la fuerza de la ONU (integrada por tropas y policía civil) estuvo operativa, las tropas británicas llevaban la "boina azul" y patrullaban solas. UNFICYP se desplegó por toda la isla en áreas de enfrentamiento militar cercano (no solo en el área de Nicosia). Se utilizaron puestos de observación y patrullas móviles en áreas de sensibilidad intercomunitaria (como las pocas aldeas mixtas que quedaban) y se mantuvo un estrecho enlace con todos los niveles de ambas comunidades.

## Consideraciones finales
Para el Reino Unido, la formación de la Joint Truce Force fue de su interés, en parte, como resultado de la necesidad de proteger las bases frente a los combates entre comunidades. Asimismo, creación de la Fuerza de Tregua radica en las implicaciones estratégicas más amplias de los combates en Chipre. Por tanto, otra consideración vital, si no la principal, en la mente del Gobierno británico era la perspectiva de un conflicto greco-turco por Chipre. No cabe duda de que si Turquía hubiera optado por intervenir unilateralmente, Grecia se habría visto obligada a ayudar a los grecochipriotas. Para el Reino Unido, el mejor medio para contrarrestar el riesgo de una intervención turca era actuar en el marco del Tratado de Garantía (Nicosia, 16 de agosto de 1960) -aunque no con arreglo a sus disposiciones- en colaboración con Grecia y Turquía.
Un aspecto de esta historia que ha sido verdaderamente olvidado en la historia es el trabajo de la Fuerza de Tregua Conjunta durante los meses que tomó establecer finalmente una fuerza de mantenimiento de la paz alternativa. En la teoría tradicional del mantenimiento de la paz, uno juzga si una operación es realmente una acción de mantenimiento de la paz según tres criterios: a saber, que la fuerza esté allí con el consentimiento del estado anfitrión, que siga el principio de no imposición y que se considere imparcial en la conducción de su operación.14
Se puede considerar a la Fuerza de Tregua Conjunta como una fuerza tradicional del mantenimiento de la paz ya que cumple con los criterios de consentimiento el estado anfitrión; cumplimiento del principio de no imposición y conducción imparcial de las operaciones. Desde el principio, la Fuerza estuvo en Chipre con el consentimiento de ambas comunidades de Chipre. En cuanto al segundo punto, relativo a la falta de aplicación de la ley, podemos decir que, aunque se produjo un incidente en el que se dispararon tiros por encima de las cabezas de los manifestantes, la Fuerza llevó a cabo su operación de manera no coercitiva, tanto en espíritu como en acción, durante todo el período que se examina. Si bien las unidades enviadas a Chipre eran diversas e incluían unidades de artillería, en todos los casos los cañones pesados asignados a esas unidades se dejaron en el Reino Unido. En cuanto a la cuestión de la imparcialidad, parecería justo decir que la Fuerza era imparcial. Existieron críticas provenientes de os bandos en presencia. Sin embargo, eso fue un resultado desafortunado de la situación que, en un momento u otro, ambas comunidades argumentaran que la imparcialidad de la Fuerza tenía por objeto ayudar a la otra parte.

## Material Multimedia
Crisis en Chipre. Imágenes de la labor británica en la JTF (en inglés)

## Artículos relacionados
Conflicto de Chipre
Navidad Sangrienta en Chipre

## Lectura Complementaria
- Orden de batalla de la Joint Truce Force. Disponible en

- Capt Peter Singlehurst. The man who drew the Green Line. Revista Blue Beret May-Jun 2013. Idioma inglés. Disponible en